# 保永村 (鳥取県)
保永村（やすながそん）は、鳥取県東伯郡にあった村。現在の東伯郡琴浦町の一部にあたる。

## 地理
勝田川の左岸に位置していた。
- 河川：黒川[3]

## 歴史
- 1889年（明治22年）10月1日、町村制の施行により、八橋郡中村、太一垣村、佐崎村が合併して村制施行し、保永村が発足[1][2]。旧村名を継承した中村、太一垣、佐崎の3大字を編成[2]。
- 1896年（明治29年）4月1日、郡の統合により東伯郡に所属[2]。
- 1898年（明治31年）7月22日、東伯郡勝田村と合併し成美村を新設して廃止された[1][2]。合併後、成美村大字中村・太一垣・佐崎となる[2]。

## 産業
- 農業